# Элиза (певица)
Мария Элиза Силва (порт. Maria Elisa Silva, род. 7 мая 1999 года), более известная под мононимом Элиза — португальская певица, победительница 54-го музыкального фестиваля Festival da Canção. Как занявшая первое место, она должна была представить свою страну с песней «Medo de sentir» на конкурсе песни «Евровидение-2020» в Роттердаме, однако конкурс был отменён в связи с пандемией COVID-19.
23 марта 2020 года было объявлено, что RTP, национальный телевещатель Португалии, не выберет её повторно в качестве представительницы страны на Евровидении-2021 путём внутреннего отбора. Позже, 28 апреля 2021 года, было анонсировано, что Элиза будет оглашать баллы жюри Португалии в финале конкурса 2021 года.

## Дискография

### Студийные альбомы
| Название     | Детали |
| ------------ | --- |
| No Meu Canto | - Выпущен: 12 ноября 2021 - Лейбл: Warner Music Portugal - Формат: CD, цифровая дистрибуция, потоковое мультимедиа |

### Синглы
| Сингл            | Год  | Альбом            |
| ---------------- | ---- | ----------------- |
| «Medo de sentir» | 2020 | Неальбомный сингл |
| «Coração»        | 2020 | No Meu Canto      |
| «Na Ilha»        | 2021 | No Meu Canto      |
| «Este Meu Jeito» | 2021 | No Meu Canto      |
| «Se Não Me Amas» | 2021 | No Meu Canto      |